# Chris Slusarenko
Chris Slusarenko (Portland, 1967/1968) is een Amerikaans muzikant, producer en ondernemer. Slusarenko speelde gitaar bij en produceerde muziek voor verschillende indie bands. Hij maakte van 2008 tot en met 2011 deel uit van Boston Spaceships met onder anderen Robert Pollard, met wie hij speelde in Guided by Voices. Slusarenko heeft muziek geschreven voor het British Film Institure en gameontwikkelaar Super Genious. Hij is eigenaar van het platenlabel Off Records en mede-eigenaar, samen met zijn broer, van een videospeciaalzaak in Portland, Oregon.
In 2013 richtte Slusarenko samen met John Moen (The Decemberists) de rockband Eyelids op.